# Білковий сплайсинг
Білковий сплайсинг, або сплайсинг білків, є внутрішньомолекулярною реакцією деяких протеїнів, під час якої певна внутрішня ділянка поліпептидного ланцюга (так званий інтеїн) видаляє сама себе; в результаті фрагменти поліпептиду, що залишилися (так звані екстеїни), сполучаються між собою, утворюючи новий коротший білок. Зшивання екстеїнів, як правило, відбувається впритул до залишків цистеїну або серину (амінокислоти що містять нуклеофільний бічний ланцюг). Цей процес не вимагає екзогенних кофакторів або джерел енергії, таких як аденозинтрифосфат (АТФ) і гуанозинтрифосфат (ГТФ). 

## Типи інтеїнів
Інтеїни поділяють на чотири групи: максі-інтеїни, міні-інтеїни, транс-сплайсингові інтеїни, а також аланінові інтеїни. Максі-інтеїни мають в своєму складі домен ендонуклеази. Міні-інтеїни є меншими за довжиною і не мають домену ендонуклеази. В транс-сплайсингових інтеїнах інтеїновий фрагмент розділений на два (або можливо більше) фрагменти, які входять до складу різних білкових доменів. Нарешті, аланінові інтеїни мають лігуватися по залишку аланіну замість цистеїну або серину.

## Історія відкриття
Білковий сплайсинг був несподівано відкритий у 1990 році двома групами вчених, які працювали незалежно, а саме групою Анраку (англ. Anraku)  і групою Стівенса (англ. Stevens ). Обидві групи вивчали білок VMA1 у дріжджах Saccharomyces cerevisiae. 